# Benin i olympiska spelen
Benin deltog första gången vid olympiska sommarspelen 1972 i München (då under sitt tidigare namn Dahomey) och har sedan dess varit med vid varje olympiskt sommarspel förutom vid spelen 1976 i Montréal som de bojkottade. De har aldrig deltagit vid de olympiska vinterspelen. De har aldrig vunnit någon medalj.

## Medaljer
| Guld | Silver | Brons | Totalt antal medaljer |
| ---- | ------ | ----- | --------------------- |
| 0    | 0      | 0     | 0                     |

### Medaljer efter sommarspel
| Spel                | Idrottare        | Guld             | Silver           | Brons            | Totalt           | Placering        |
| München 1972        | 3                | 0                | 0                | 0                | 0                | –                |
| Montréal 1976       | Deltog inte      | Deltog inte      | Deltog inte      | Deltog inte      | Deltog inte      | Deltog inte      |
| Moskva 1980         | 18               | 0                | 0                | 0                | 0                | –                |
| Los Angeles 1984    | 3                | 0                | 0                | 0                | 0                | –                |
| Seoul 1988          | 7                | 0                | 0                | 0                | 0                | –                |
| Barcelona 1992      | 6                | 0                | 0                | 0                | 0                | –                |
| Atlanta 1996        | 5                | 0                | 0                | 0                | 0                | –                |
| Sydney 2000         | 4                | 0                | 0                | 0                | 0                | –                |
| Aten 2004           | 4                | 0                | 0                | 0                | 0                | –                |
| Peking 2008         | 5                | 0                | 0                | 0                | 0                | –                |
| London 2012         | 5                | 0                | 0                | 0                | 0                | –                |
| Rio de Janeiro 2016 | 6                | 0                | 0                | 0                | 0                | –                |
| Tokyo 2020          | 7                | 0                | 0                | 0                | 0                | –                |
| Paris 2024          | Framtida tävling | Framtida tävling | Framtida tävling | Framtida tävling | Framtida tävling | Framtida tävling |
| Los Angeles 2028    | Framtida tävling | Framtida tävling | Framtida tävling | Framtida tävling | Framtida tävling | Framtida tävling |
| Brisbane 2032       | Framtida tävling | Framtida tävling | Framtida tävling | Framtida tävling | Framtida tävling | Framtida tävling |
| Totalt              | Totalt           | 0                | 0                | 0                | 0                | –                |